# Pachybrachis connexus
Pachybrachis connexus är en skalbaggsart som beskrevs av Henry Clinton Fall 1915. Pachybrachis connexus ingår i släktet Pachybrachis och familjen bladbaggar. Inga underarter finns listade i Catalogue of Life.